# Consort (muziek)

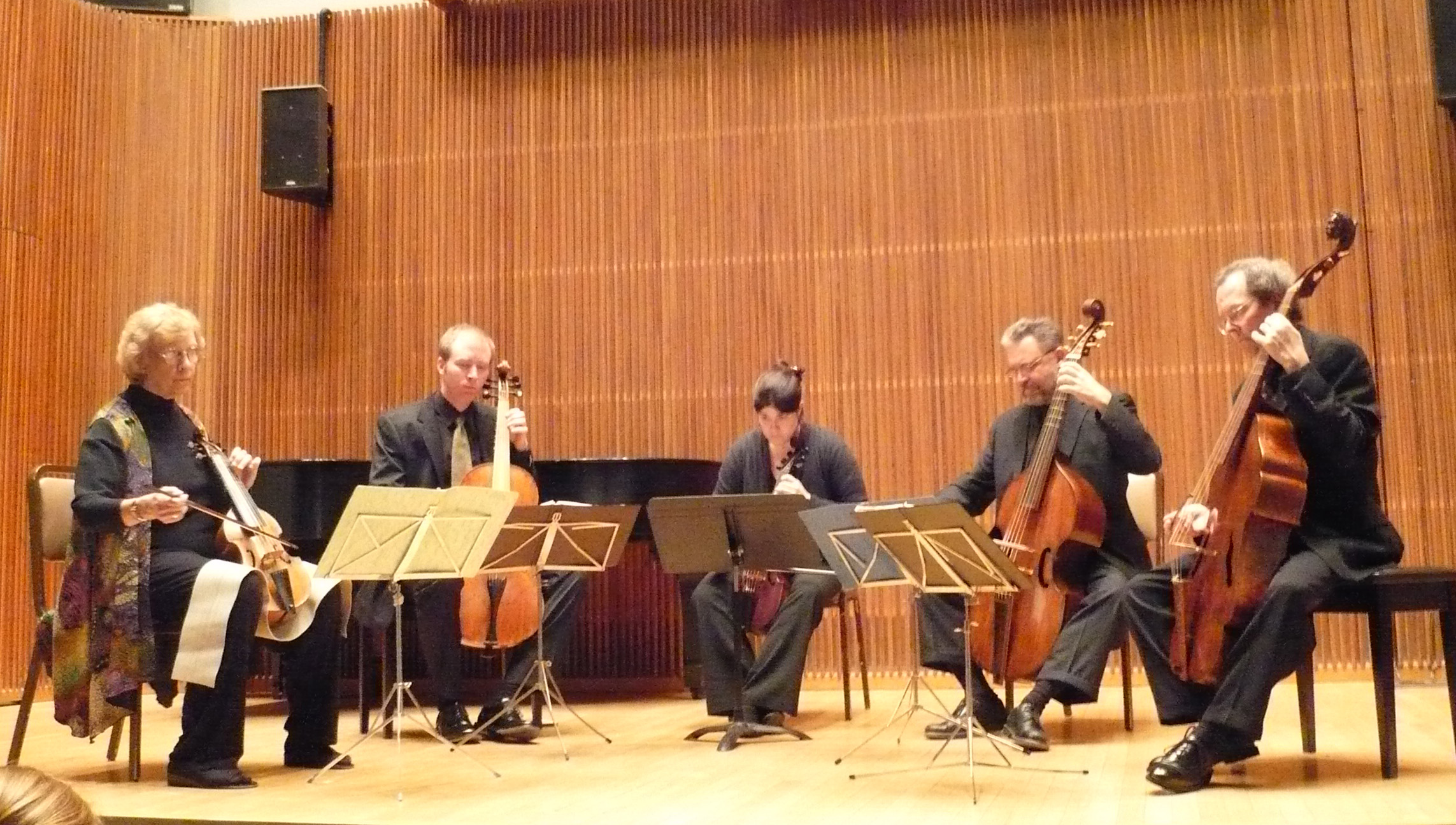
Het Smithsonian gambaconsort

Met een consort of instruments wordt een ensemble bedoeld zoals dat in Engeland in zwang was in de 16e en 17e eeuw. Het is een ensemble van instrumenten van dezelfde familie of van verschillende instrumenten. Consortmuziek was populair in de huishoudens van welgestelde families in de Elizabethaanse tijd en werd geschreven door veel belangrijke componisten uit die tijd. In de barokmuziek werd het genre geïncorporeerd in de kamermuziek.

## Definities en vormen
De oudste bekende vermelding van de term 'consort' als muziekterm is in George Gascoignes The Princelye Pleasures uit 1576. Pas vanaf het midden van de 17e eeuw kwam er een duidelijk onderscheid tussen een  'whole' consort met instrumenten van dezelfde familie (bijvoorbeeld blokfluiten, dwarsfluiten, luiten, gamba's of strijkers) en een gemengd of broken consort dat uit verschillende instrumenten bestond (bijvoorbeeld gamba's en luiten).
Muzikale vormen die gebruikt werden in composities voor consort zijn onder andere fantasieën, cantus firmus-zettingen (bv. In nomines), variaties, dansen of airs en fantasie-suites.

## Belangrijke componisten
Componisten van consortmuziek uit de Elizabethaanse tijd zijn onder anderen John Dowland, Anthony Holborne en William Byrd. De belangrijkste uit de tijd van Jacobus I van Engeland zijn onder anderen Thomas Lupo, Orlando Gibbons, John Coprario en Alfonso Ferrabosco. Latere 17e-eeuwse componisten zijn onder meer Christopher Simpson, William Lawes, Matthew Locke en Henry Purcell.

## Moderne consorten
Er zijn enkele moderne ensembles die gebruikmaken van de term consort in hun naam, zoals bv. het Combattimento Consort Amsterdam.